# Selección de rugby de Costa Rica
La Selección de rugby de Costa Rica representa al país ante la World Rugby. Es uno de los mejores exponentes de este deporte en el área centroamericana. La Federación de Rugby de Costa Rica es miembro desde el 31 de marzo de 2006 de Sudamérica Rugby.

## Historia
Su primer partido oficial lo disputó en 2005 con una victoria sobre el seleccionado de Panamá.
El primer torneo oficial disputado por Costa Rica fue el Sudamericano de Rugby B 2006, en el cual finalizó en la última posición, luego de perder todos sus partidos en los cuales enfrentó a Brasil, Colombia, Perú y Venezuela, siendo su primera experiencia en la segunda división del rugby de centro y sudamerica.
En 2012 y 2017 obtuvieron los campeonatos del torneo Sudamericano de Rugby C, en ambas ocasiones de manera invicta.
En 2024 participó por primera vez en las clasificatorias a la Copa Mundial de Rugby, siendo eliminado en la primera fase al perder frente a los seleccionados de Colombia y Perú, por marcadores de 136 a 0 y 44 a 0 respectivamente.

## Palmarés

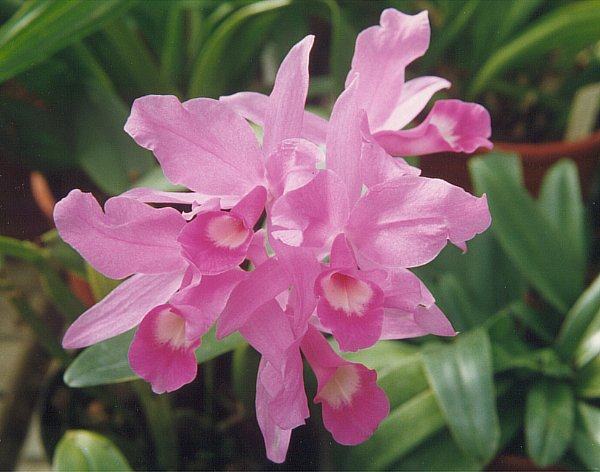
La guaria morada, la flor representativa de la selección costarricense de rugby.

- Sudamericano de Rugby C (2): 2012, 2017
- Centroamericano de Rugby (1): 2007

## Participación en copas
| - 1987 al 2023: sin participación - Australia 2027: no clasificó - Sudamericano B 2006: 5º puesto (último) - Sudamericano B 2009: 4º puesto (último) - Sudamericano B 2010: 4º puesto (último) - Sudamericano B 2011: 4º puesto (último) - Sudamericano B 2018: 3º puesto (último) | - Sudamericano C 2012: Campeón invicto - Sudamericano C 2013: 2º puesto - Sudamericano C 2014: 3º puesto - Sudamericano C 2015: 2º puesto - Sudamericano C 2016: 2º puesto - Sudamericano C 2017: Campeón invicto - Centroamericano 2007: Campeón invicto - Centroamericano 2008: 3º puesto |

## Estadísticas
| Adversario        | Jugados | Ganados | Perdidos | Empatados | % Efectividad |
| ----------------- | ------- | ------- | -------- | --------- | ------------- |
| Brasil            | 1       | 0       | 1        | 0         | 0.0%          |
| Colombia          | 5       | 0       | 5        | 0         | 0.0%          |
| Ecuador           | 2       | 1       | 1        | 0         | 50.0%         |
| El Salvador       | 5       | 4       | 1        | 0         | 80.0%         |
| Guatemala         | 8       | 4       | 3        | 1         | 50.0%         |
| Islas Caimán      | 1       | 0       | 1        | 0         | 0.0%          |
| México            | 1       | 0       | 1        | 0         | 0.0%          |
| Nicaragua         | 2       | 2       | 0        | 0         | 100.0%        |
| Panamá            | 7       | 7       | 0        | 0         | 100.0%        |
| Perú              | 8       | 1       | 7        | 0         | 12.5%         |
| Renegades Bermuda | 1       | 0       | 1        | 0         | 0.0%          |
| Venezuela         | 4       | 0       | 4        | 0         | 0.0%          |
| Total             | 45      | 19      | 25       | 1         | 42.22%        |

* Último test match considerado vs Perú (0 - 44), 29 de septiembre de 2024.